# بيتر هيرمان
بيتر هيرمان (بالألمانية: Peter Hermann)‏ (22 مارس 1952 في ألمانيا - ) هو مدرب كرة قدم ولاعب كرة قدم ألماني في مركز الوسط. لعب مع ألمانيا آخن وباير 04 ليفركوزن ونادي هامبورغ ونادي كوبلنتس وVfL Hamm/Sieg ‏ وFV Engers 07 ‏.

## وصلات خارجية
- بيتر هيرمان على موقع قاعدة بيانات كرة القدم.إي يو (الإنجليزية)
- بيتر هيرمان على موقع بيانات كرة القدم. دي إي (الألمانية)
- بيتر هيرمان على موقع عالم كرة القدم.نت (الإنجليزية)